# Панамериканский чемпионат по борьбе 1989
Панамериканский чемпионат по борьбе 1989 года проходил в Колорадо-Спрингс (США). Состязания проходили только среди мужчин, участники соревновались как в вольной, так и в греко-римской борьбе.

## Общий медальный зачёт
| Место | Страна    | Золото | Серебро | Бронза | Всего |
| ----- | --------- | ------ | ------- | ------ | ----- |
| 1     | Куба      | 10     | 6       | 4      | 20    |
| 2     | США       | 10     | 2       | 5      | 17    |
| 3     | Канада    | 0      | 4       | 3      | 7     |
| 4     | Мексика   | 0      | 4       | 2      | 6     |
| 5     | Венесуэла | 0      | 2       | 1      | 3     |
| 6     | Колумбия  | 0      | 0       | 2      | 2     |
|       | Перу      | 0      | 0       | 2      | 2     |
| 7     | Бразилия  | 0      | 0       | 1      | 1     |
| Всего | Всего     | 20     | 18      | 20     | 58    |

## Медалисты

### Греко-римская борьба
| Вес       | Золото             | Серебро          | Бронза                 |
| --------- | ------------------ | ---------------- | ---------------------- |
| до 48 кг  | Уилбер Санчес      |                  | Хесус Рохас            |
| до 52 кг  | Хорхе Пачео        | Стив Бедрицки    | Густаво Дельгадо       |
| до 57 кг  | Амадорис Гонсалес  | Амильтон Санчес  | Виктор Капачо          |
| до 62 кг  | Хосе Марио Оливера | Луис Мендес      | Энтони Ли              |
| до 68 кг  | Андрес Хименес     | Хуан Мора        | Вэйланд Масси          |
| до 74 кг  | Абель Сармиенто    |                  | Фернандо Висенте Гомес |
| до 82 кг  | Альфредо Линарес   | Луис Рондон      | Мэттью Райан           |
| до 90 кг  | Майкл Фой          | Рейнальдо Пенья  | Роберто Лейтао Фильо   |
| до 100 кг | Милиан Эктор       | Гильермо Диас    | Стефен Лоусон          |
| до 130 кг | Мэтт Гаффари       | Вильфредо Пелайо | Фернандо Лусена        |

### Вольная борьба
| Вес       | Золото           | Серебро           | Бронза                |
| --------- | ---------------- | ----------------- | --------------------- |
| до 48 кг  | Ларри Ничолсон   | Хосе Борреро      | Мирамад Киризаде      |
| до 52 кг  | Альфредо Лейва   | Зик Джонс         | Виктор Диас           |
| до 57 кг  | Брэд Пенрит      | Осмель Родригес   | Оскар Муньос          |
| до 62 кг  | Грэг Рэндолл     | Пол Хьюз          | Педро Гарсия          |
| до 68 кг  | Хесус Родригес   | Гордон Стуррок    | Джон Джиура           |
| до 74 кг  | Роб Колл         | Гари Холмс        | Ариэль Рамос          |
| до 82 кг  | Ройс Элджер      | Рауль Каскарет    | Дэвид Хол             |
| до 90 кг  | Джеймс Шерр      | Вильфредо Моралес | Питер Джеймс Гатерсон |
| до 100 кг | Уильям Шерр      | Гильермо Диас     | Хеовани Редмонд       |
| до 130 кг | Брюс Баумгартнер | Скотт Ривс        | Рафаэль Альдрете      |